# Praia Dreamland
Praia Dreamland
A praia Dreamland (em indonésio:  Pantai Dreamland) é uma praia na península de Bukit, na ilha de Bali, Indonésia.
Tem alojamento básico e cafés para os surfistas e turistas.